# Bruno Giacomelli
Bruno Giacomelli (ur. 10 września 1952 roku) – były włoski kierowca wyścigowy Formuły 1.

## Kariera
Zadebiutował w wyścigu o Grand Prix Włoch 11 września 1977. Łącznie zdobył 14 punktów do klasyfikacji generalnej, najwięcej w sezonie 1981. Wystartował w 69. z 83. zaplanowanych wyścigów. Sześć razy punktował, a raz stanął na podium. W 1983 przerwał karierę na siedem lat. Powrócił do ścigania w sezonie 1990, lecz nie wystartował w żadnym wyścigu. Ostatnie zgłoszenie do wyścigu Grand Prix miało miejsce 30 września 1990 roku przed wyścigiem o Grand Prix Hiszpanii.

## Zespoły
Bruno Giacomelli jeździł dla następujących zespołów:
- McLaren - 1977–1978;
- Alfa Romeo - 1979–1982;
- Toleman - 1983;
- Life - 1990.